# Journal of Oleo Science
Das Journal of Oleo Science, abgekürzt J. Oleo Sci., ist eine wissenschaftliche Fachzeitschrift, die von der japanischen Gesellschaft der Ölchemiker veröffentlicht wird. Die Zeitschrift wurde 1952 unter dem Namen Journal of Oil Chemists' Society, Japan gegründet, änderte 1956 den Namen in Journal of Japan Oil Chemists' Society, bevor 2001 die Änderung in Journal of Oleo Science erfolgte. Die Zeitschrift erscheint mit zwölf Ausgaben im Jahr.
Der Impact Factor lag im Jahr 2014 bei 0,968. Nach der Statistik des ISI Web of Knowledge wird das Journal mit diesem Impact Factor in der Kategorie angewandte Chemie an 45. Stelle von 72 Zeitschriften und in der Kategorie Food Science & Technology an 71. Stelle von 123 Zeitschriften geführt.